# Timothy Davlin

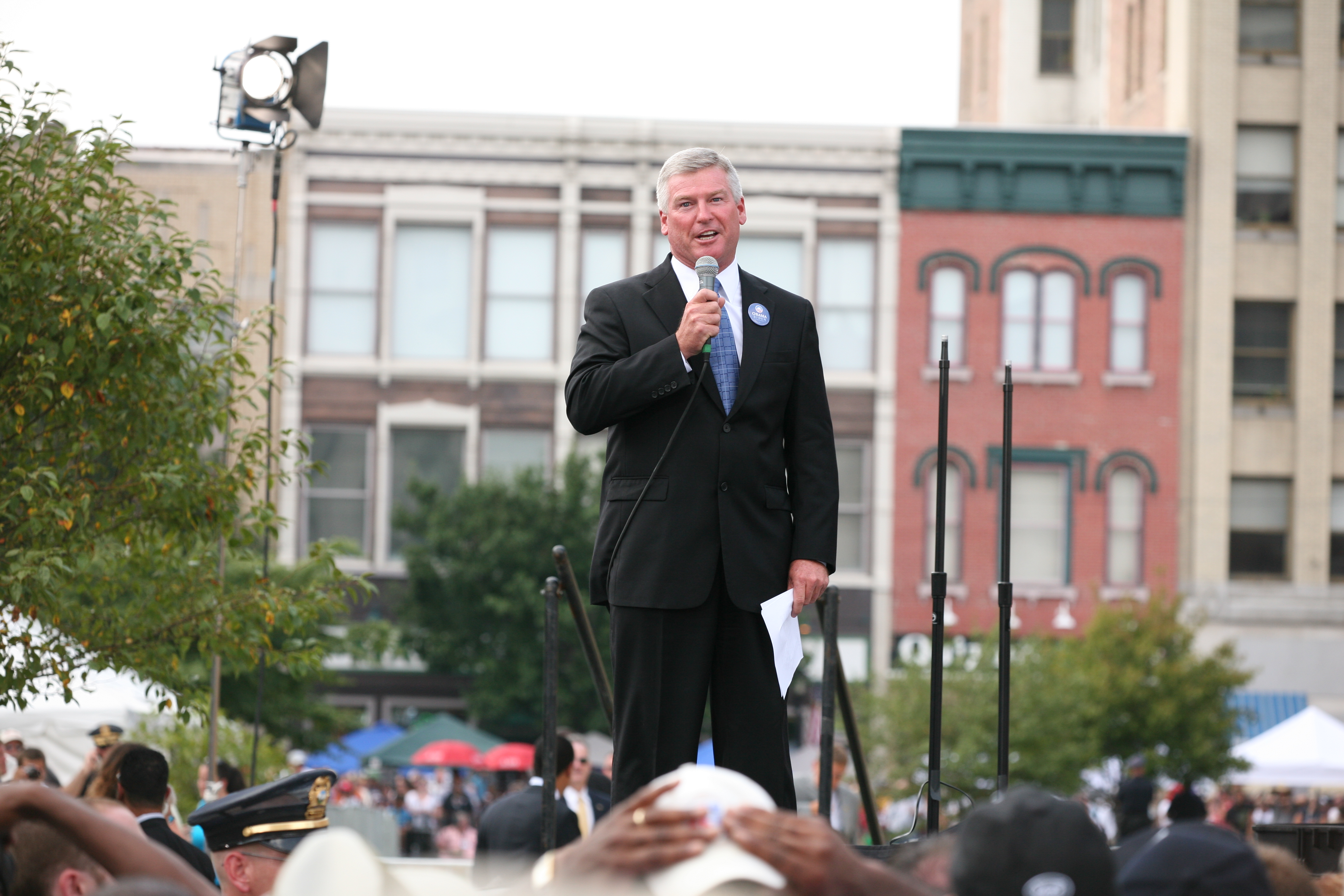

Timothy Davlin (27 de agosto de 1957 - 14 de dezembro de 2010) foi um político norte-americano, que foi prefeito da cidade de Springfield, Illinois, de abril de 2003 até sua morte em dezembro de 2010.